# Ksawery Piwocki
Franciszek Ksawery Piwocki (ur. 19 listopada 1901 we Lwowie, zm. 14 grudnia 1974 w Warszawie) – polski historyk sztuki, etnolog, profesor Akademii Sztuk Pięknych w Warszawie, dyrektor Państwowego Muzeum Etnograficznego.

## Życiorys
Urodził się w rodzinie Władysława, sędziego, i Celiny z Tyszkowskich. We Lwowie ukończył w 1920 Państwowe Gimnazjum im. Stefana Batorego. Brał udział w walkach o niepodległość i w akcji plebiscytowej na Górnym Śląsku. W latach 1921–1923 był słuchaczem na Wydziale Architektury Politechniki Lwowskiej, następnie na Wydziale Humanistycznym Uniwersytetu Jana Kazimierza studiował historię sztuki (jako przedmiot główny) i etnografię (jako przedmiot poboczny). Wśród jego wykładowców byli m.in. Szczęsny Dettloff, Jan Bołoz Antoniewicz, Mieczysław Gębarowicz i Władysław Podlacha, pod kierunkiem którego przygotował rozprawę doktorską. Absolutorium uzyskał w 1928 roku, a doktora filozofii otrzymał w roku 1931 na podstawie rozprawy Drzeworyt ludowy w Polsce. W latach 1927–1929 pracował jako asystent w Muzeum Lubomirskich we Lwowie, w latach 1929–1930 jako pomocnik konserwatora w Urzędzie Wojewódzkim we Lwowie, w latach 1930–1935 był naczelnym konserwatorem zabytków na okręg lubelski, w latach 1935–1938 konserwatorem na woj. wileńskie i nowogródzkie z siedzibą w Wilnie. W 1938 został dyrektorem Miejskiego Muzeum Przemysłu Artystycznego we Lwowie.
Po zajęciu Lwowa przez Niemców pracował jako bibliotekarz. Należał do Armii Krajowej, później był żołnierzem I Armii Wojska Polskiego, dochodząc do stopnia porucznika.
Po wojnie w wyniku przymusowych wysiedleń ludności polskiej ze Lwowa osiadł w Warszawie. Podjął pracę na Akademii Sztuk Pięknych jako profesor i kierownik Katedry Nauk Historycznych, a w latach 1946–1957 i 1968–1971 pełnił funkcję prorektora. Wykładał także historię sztuki na Uniwersytecie Poznańskim (1953–1961) oraz na Uniwersytecie Warszawskim. Był członkiem wielu organizacji naukowych zajmujących się historią sztuki (także międzynarodowych), przewodniczył Komitetowi Nauk o Sztuce PAN, zasiadał w Radzie Naukowej Instytutu Sztuki PAN; przez wiele lat pełnił funkcję prezesa Stowarzyszenia Historyków Sztuki. Za pracę naukową i działalność na polu kultury i sztuki otrzymał dwukrotnie indywidualną nagrodę Ministra Kultury i Sztuki I stopnia (1968 i 1972), został także wyróżniony w 1969 roku nagrodą im. Herdera, przyznaną przez Fundację F.V.S. w Hamburgu.
Był autorem ponad 200 prac naukowych, w tym kilkunastu książek. Ogłaszał prace na łamach nie tylko czasopism specjalistycznych, ale także m.in. „Miesięcznika Literackiego”, „Poezji”, „Współczesności”, „Estetyki”. W sierpniu 1945 roku na Ogólnopolskiej Konferencji Historyków Sztuki w Krakowie wypowiedział  się na temat odbudowy Warszawy: „Niedopuszczalne są żadne restauracje, oczyszczanie z naleciałości, żadne próby przywrócenia »dawnego« wyglądu. Ruinę należy podtrzymywać jako ruinę, fragmenty pozostawić fragmentami”.
Był dwukrotnie żonaty. Po raz pierwszy ożenił się z Barbarą z Syniewskich, z którą miał syna Marcina, geologa, i córkę Elżbietę, drugą żoną była Maria Janina Janiów (1917–2019), historyczka sztuki, z którą miał syna Ksawerego, historyka sztuki i malarza.
Zmarł w Warszawie, pochowany na cmentarzu Wojskowym na Powązkach (kwatera A35-4-7).

## Publikacje

### Książki
- Drzeworyt ludowy w Polsce (1934)
- O historycznej genezie polskiej sztuki ludowej (1953),
- Pierwsza nowoczesna teoria sztuki (1970),
- Sztuka żywa, szkice z teorii i metodyki sztuki (1970)
- Zagadnienia genezy i rozwoju polskiej grafiki ludowej (1970)
- Historia sztuki powszechnej.

### Artykuły
- Nasze malarstwo ludowe, „Arkady”, R. 1, 1935 nr 8.
- Nieznana kolekcja drzeworytów ludowych, „Arkady”, R. 3, 1937 nr 8.
- Próba definicji kilku pojęć, „Polska Sztuka Ludowa”, R. 7, 1953, nr 6.
- Pojęcie sztuki ludowej, „Polska Sztuka Ludowa”, R. 1, 1957 nr 1/2.
- Stan badań nad grafiką, malarstwem i rzeźbą, „Polska Sztuka Ludowa”, R. 18, 1964, nr. 4.
- Sztuka ludowa w XIX–XX w., [w:] Historia sztuki polskiej w zarysie, t. 3, Kraków 1965.
- Niektóre zagadnienia teorii sztuki ludowej, „Studia Estetyczne”, T. 3, 1966.
- Podnieta i realizacja, [w:] Sztuka i historia, Warszawa 1966.
- Sztuka ludowa w nauce o sztuce, „Lud”, t. 51, cz. II, s. 359-389.
- Stylu w sztuce także ludowej, „Polska Sztuka Ludowa”, R. 26, 1972, nr 3.
- Uwagi o zagadnieniu tak zwanej współczesnej sztuki ludowej, „Polska Sztuka Ludowa”, R. 29, 1975, nr 3.
- Rzeźba ludowa, „Polska Sztuka Ludowa”, R. 30, 1976, nr 3/4.

## Ordery i odznaczenia
- Krzyż Komandorski Orderu Odrodzenia Polski (1965)[1]
- Krzyż Oficerski Orderu odrodzenia Polski (29 października 1947)[3]
- Medal 10-lecia Polski Ludowej (19 stycznia 1955)[4]